# Phytodietus armillatus
Phytodietus armillatus är en stekelart som först beskrevs av Morley 1913.  Phytodietus armillatus ingår i släktet Phytodietus och familjen brokparasitsteklar. Inga underarter finns listade i Catalogue of Life.